# Bonnie Tyler
Bonnie Tyler, nome artístico de Gaynor Hopkins (Skewen, Neath Port Talbot, 8 de junho de 1951), é uma cantora galesa que ficou famosa com as canções "Total Eclipse of the Heart", "It's a Heartache", "Making Love (Out of Nothing At All)", "Holding Out for a Hero", "Lost in France" e "Bitterblue".
Foi a primeira cantora galesa a conquistar um primeiro lugar nas paradas dos Estados Unidos e Reino Unido simultaneamente. No Brasil, fez uma parceria com o cantor Fábio Jr., em 1987, com a música Sem Limites pra Sonhar, que chegou ao número 1 no Brasil.
É reconhecida por sua voz de timbre rouco e potente, acentuada após um procedimento cirúrgico nos anos 70.

## Biografia

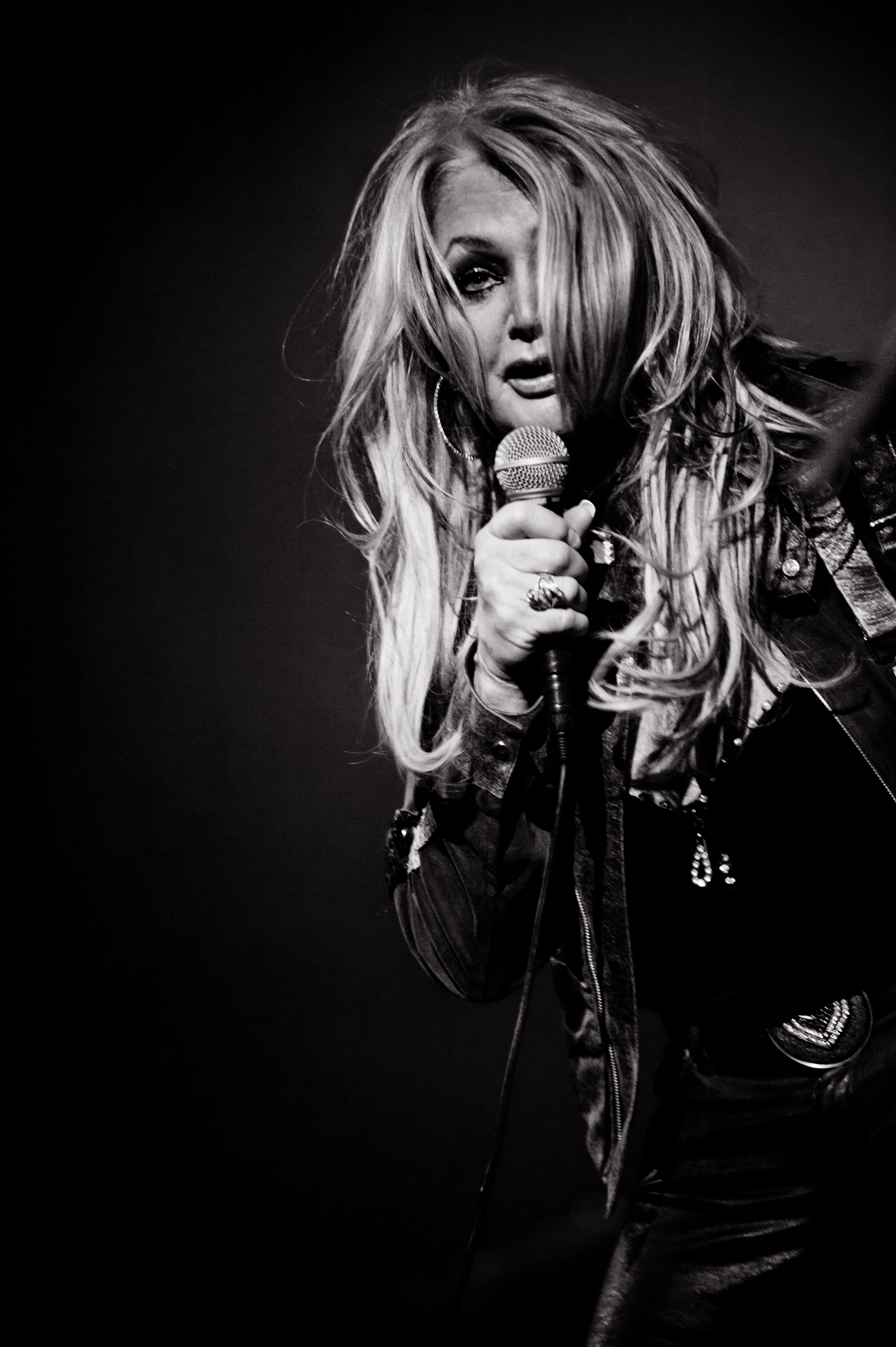
Bonnie Tyler em Bucareste na Romênia em 2012.

Uma dos sete filhos de Elsie e Glyndwr, junto às irmãs Marlene, Angela e Avis, e os dois irmãos Lynn e Paul (a irmã Paulene nasceu morta), apesar de galeses não falavam o dialeto do lugar em que viviam, a pequena aldeia de Skewen; a família, embora não muito religiosa, seguia o protestantismo.
Casou-se aos 22 anos com Robert (que tinha então 24 anos), seu primeiro namorado "sério", em 1973, após quatro anos de namoro. O casal adiou a chegada de filhos, privilegiando sua carreira, e quando ela tinha 39 anos ficou grávida, passando então por um aborto que fez os dois desistirem de novas tentativas.
Sua carreira começou com a participação em um concurso local, no qual recebeu por prêmio somente uma libra pelo segundo lugar, mas serviu para incentivar-lhe a seguir cantando - o que ela fez cantando em pubs e clubes na região sul de Gales.
Em 1975 ela lançou seu primeiro single - My! My! Honeycomb - e em 1976 o caçador de talentos Roger Bell a descobriu quando cantava em Swansea, usando o pseudônimo Sherene Davis; ela então assinou contrato com a RCA mas a descoberta de nódulos em suas cordas vocais quase põe fim às suas pretensões: ela foi operada e o resultado foi que teve acentuado o timbre já naturalmente rouco de sua voz.
Tyler então gravou seu primeiro single com o novo nome - Lost In France - que foi sucesso nas paradas do Reino Unido, Europa, África do Sul e Austrália, mas a recepção de seu primeiro álbum que se seguiu, The World Starts Tonight, mostrou-se um fracasso, com exceção da Suécia onde foi número 2. Em 1977 lançou o single It's A Heartache um dos maiores sucessos da carreira. Alternou então períodos de baixa até o início dos anos 80 quando gravou Total Eclipse Of The Heart.

## Carreira

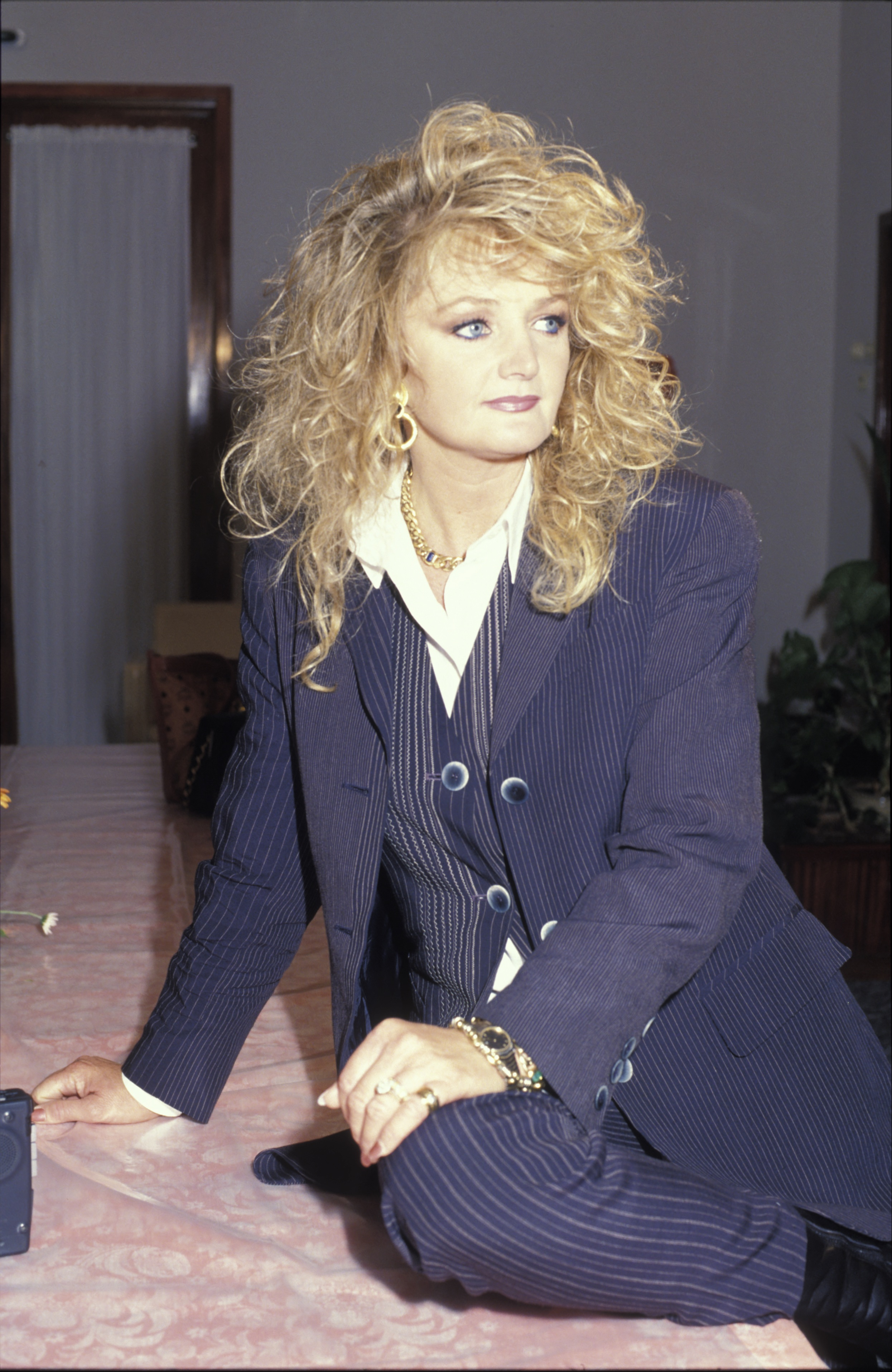
Bonnie Tyler em Moscou na Rússia em 1997.

Divergências com seus produtores que queriam transformá-la em uma cantora country a fizeram mudar para outra gravadora, a CBS e contratar um novo produtor Jim Steinman, já famoso pelo seu trabalho com Meat Loaf, o resultado foi a épica balada "Total Eclipse of the Heart" com a qual ela tornou-se a única artista galesa a colocar uma música no número 1 no Reino Unido e Estados Unidos ao mesmo tempo. Esta canção foi tirada do álbum Faster Than the Speed of Night que alcançou um Record Guinness por ser o primeiro álbum de uma cantora a debutar direto no número 1 na parada inglesa, neste período ela foi indicada ao Grammy por Melhor Cantora Pop por "Total Eclipse Of The Heart" e a outra indicação era por Melhor Cantora de Rock por Faster Than The Speed Of Night.
Teve ainda outros sucessos como "Holding Out for a Hero" do filme Footloose, "Here She Comes", trilha sonora do filme Metrópolis relançado em 1984 por Giorgio Moroder, pela qual ela recebeu outra indicação ao Grammy de Melhor Cantora de Rock, seguidos pelos discos Secrets Dreams and Forbidden Fire de 1986 e Notes From America de 1988. Em 1987, gravou juntamente com o cantor brasileiro Fábio Junior a canção "Sem Limites pra Sonhar" (na qual canta a parte da letra em inglês). Na década de 1990 trocou a CBS pela BMG e seus discos dessa fase Bitterblue, Angel Heart e Silhouette in Red foram sucesso entre a Europa, África do Sul e o Japão, em 1994 Bonnie recebe os prêmios RSH-Gold e o Echo (o Grammy alemão) na categoria Melhor Cantora Internacional.
Em 2002, Bonnie lançou o álbum "Heart Strings" pela gravadora EMI, com covers de rock clássico com sua banda e a Orquestra Filarmônica da Cidade de Praga. Entre as músicas do álbum, estão sucessos como "Against All Odds (Take a Look at Me Now)" de Phil Collins, "I Still Haven't Found What I'm Looking For" do U2, "Amazed" da banda Lonestar, e outros.
Ela retorna em 2004 com uma versão em francês do seu clássico "Total Eclipse of the Heart" agora com o título de "Si Demain (Turn Around)", um dueto com a cantora e atriz francesa Kareen Antonn e volta ao número 1 na França, Bélgica e Polônia.
Em 2006, completou 30 anos de carreira e lançou seu primeiro álbum ao vivo Bonnie Tyler Live o DVD Bonnie On Tour, um CD no Reino Unido Celebrate seguido pelo single "Louise".
Em 2007, Bonnie grava uma versão Disco/Punk de Total Eclipse of the Heart com a banda "Babypinkstar", lança ainda o Greatest Hits From The Heart, que alcança o top 40 no Reino Unido e o top 10 na Irlanda, mais lançamentos incluem duas versões de seu DVD "Bonnie On Tour Live" e "The Complete Bonnie Tyler".
Em 2009 Bonnie é convidada a gravar Total Eclipse com o grupo vocal Only Men Aloud, o álbum chega ao n.1º na "Classic Album Charts" na Inglaterra. Bonnie participa de uma série da televisão britânica "Hollyoaks Later" cantado "Holding Out for a Hero", ainda pode ser ouvida na trilha sonora de "Cappuccino Girls", lançada para divulgação da peça, fazendo uma aparição surpresa na estreia do espetáculo interpretando a faixa título. Em novembro de 2009 Bonnie é homenageada recebendo o prêmio "Angel Award", por sua contribuição em engajamentos sociais.
No ano de 2011, Bonnie retorna à parada francesa com um novo Greatest Hits Best Of 3 - Bonnie Tyler, o qual inclui um cover do grupo Bangles, adaptado para o francês "Amour Eternel".
Em 2013, a cantora concorreu ao Festival Eurovisão da Canção com o tema "Believe in me".
O ano de 2019 marcou o lançamento do álbum "Between the Earth and the Stars", com participações especiais de Rod Stewart, Cliff Richard e Francis Rossi, e foi seguido por uma turnê internacional.
Em 2021, Bonnie Tyler lança seu mais novo álbum "The Best Is Yet to Come", com músicas inéditas e sua versão para o clássico "I'm Not in Love", da banda 10cc.
Em fevereiro de 2023 Bonnie Tyler recebe do Guilherme, Príncipe de Gales uma Ordem do Império Britânico, concedida no último Jubileu de Platina de Isabel II do Reino Unido.

## Discografia
Álbuns de estúdio
- 1977: The World Starts Tonight
- 1978: Natural Force
- 1979: Diamond Cut
- 1981: Goodbye to the Island
- 1983: Faster Than the Speed of Night
- 1986: Secret Dreams and Forbidden Fire
- 1988: Hide Your Heart (Notes from America)
- 1991: Bitterblue
- 1992: Angel Heart
- 1993: Silhouette in Red
- 1995: Free Spirit
- 1998: All in One Voice
- 2002: Heart Strings
- 2004: Simply Believe
- 2005: Wings
- 2013: Rocks & Honey
- 2019: Between the Earth and the Stars
- 2021: The Best Is Yet to Come